# Carrionia
Carrionia är ett släkte av insekter. Carrionia ingår i familjen Lophopidae.
Kladogram enligt Catalogue of Life:
| Carrionia | \| \| Carrionia flavicollis \| \| \| \| \| \| Carrionia nigrovittata \| \| \| \| \| \| Carrionia panamensis \| \| \| \| |
|           | \| \| Carrionia flavicollis \| \| \| \| \| \| Carrionia nigrovittata \| \| \| \| \| \| Carrionia panamensis \| \| \| \| |
|           | Carrionia flavicollis                                                                                                   |
|           | |
|           | Carrionia nigrovittata                                                                                                  |
|           | |
|           | Carrionia panamensis |
|           | |